# 쿠쿠 디아만테스
쿠쿠 디아만테스(Cucu Diamantes)는 쿠바 출신 미국의 싱어송라이터, 가수, 배우이다.